# باولو مارتينيلي (مهندس)
باولو مارتينيلي (بالإيطالية: Paolo Martinelli)‏ هو مهندس إيطالي، ولد في 29 سبتمبر 1952 في مودينا في إيطاليا.